# Веніамін (Зарицький)
Митрополит Веніамин (в миру Володимир Миколайович Зарицький; 12 вересня 1953, село Стодульці, Вінницька область, УРСР — 6 вересня 2023) — російський релігійний діяч українського походження.
Єпископ Московського патріархату з титулом «митрополит Оренбургський та Саракташський» (2015 -2023). У 2013—2015 роках митрополит Рязанський та Михайлівський.

## Життєпис
Народився в сім'ї робітника.
1970 — закінчив загальноосвітню школу в селі Лука-Барська у Вінницькій області.
5 травня 1973 — послушник у Троїцько-Сергієвій лаврі; з 12 вересня іподиякон єпископа Рязанського та Касимівського Симона (Новікова).
30 березня 1975 — рукопокладений в диякона, 6 квітня — у священика, призначений клириком Преображенського катедрального собору міста Іваново.
8 серпня 1975 — призначений настоятелем Знаменської церкви в селі Красном, Палехського району, Іванівської області.
27 травня 1977 — прийняв чернецтво з іменем преподобного Веніаміна Києво-Печерського (день пам'яті — 13 (26) жовтня). 16 грудня зачислений до клиру Орловсько-Брянської єпархії, призначений настоятелем Христоріздв'яної церкви у місті Болхов Орловської області.
З жовтня 1978 — настоятель храму у селищі Кроми, Орловської області.
У березні 1982 — зведений в сан ігумена із покладенням хреста з прикрасами.
У 1985 — закінчив Московську духовну семінарію.
19 травня 1987 — секретар Орловського єпархіального управління та настоятель катедрального собору; у червні того ж року зведений в сан архімандрита.
З січня 1989 — економ-будівник Іоано-Богословського чоловічого монастиря в селі Пощупове Рязанської єпархії.
У грудні 1990 — призначений до храму колишнього Миколо-Угреського монастиря, який у 1991 був знову відкритий.
З червня 1992 — намісник Миколо-Угреського монастиря.
1998 — відкрив при Миколо-Угреському монастирі Православне духовне училище, яке у 1999 було перетворене на семінарію.
У 2002 — закінчив Московську духовну академію. Захистив дипломну роботу на катедрі морального богослов'я на тему «Життя і праці митрополита Московського та Коломенського Макарія (Невського)».

### Архієрейство в МП
7 травня 2003 — єпископ Люберецький, вікарій Московської єпархії, із залишенням посади намісника Миколо-Угрешського монастиря.
13 серпня — архієрейська хіротонія.
6 жовтня 2010 призначений ректором Пензенської духовної семінарії.
24 грудня 2010 — звільнений від посади ректора Миколо-Угреської духовної семінарії.
27 грудня 2011 — затверджений на посаді настоятеля (священоархімандрита) Нижньоломіського Казанського Богородицького чоловічого монастиря села Норівка Пензенської області.
26 липня 2012 — у зв'язку із розділенням єпархії титул змінений на «Пензенський та Нижньоломівський». Тоді ж призначений головою новоутвореної Пензенської митрополії.
1 серпня 2012 у Серафимо-Дівеєвському монастирі єпископ Веніамін у зв'язку з призначенням головою новообраної Пензенської митрополії був зведений в сан митрополита.
25 грудня 2013 призначений на Рязанську катедру.
22 жовтня 2015 року призначений митрополитом Оренбурзьким та Сарактаським, головою Оренбурзької митрополії.
7 березня 2018 року рішенням Священного синоду звільнений з посади ректора Оренбурзької духовної семінарії.
Помер 6 вересня 2023 року в Москві на 70-му році життя. Похований 9 вересня 2023 року в підклітті Микільського собору Миколо-Угреського ставропігійного чоловічого монастиря.

## Нагороди
- 1980 — Орден Святого Володимира ІІІ ступеню
- 1988 — Орден Святого Володимира ІІ ступеню.
- 2000 — Орден святого благовірного князя Даниїла Московського.
- 23 вересня 2004 — Орден Дружби (Російська федерація).
- 30 березня 2005 — Орден преподобного Сергія Радонезького ІІ ступеню (у зв'язку із 30-річчям служіння у священному сані).
- 14 серпня 2013 — Орден святителя Інокентія, митрополита Московського та Коломенського ІІ ступеню[11]
- Пам'ятний знак «За заслуги у розвитку міста Пензи» (2013)[12].